# Estação Moncloa

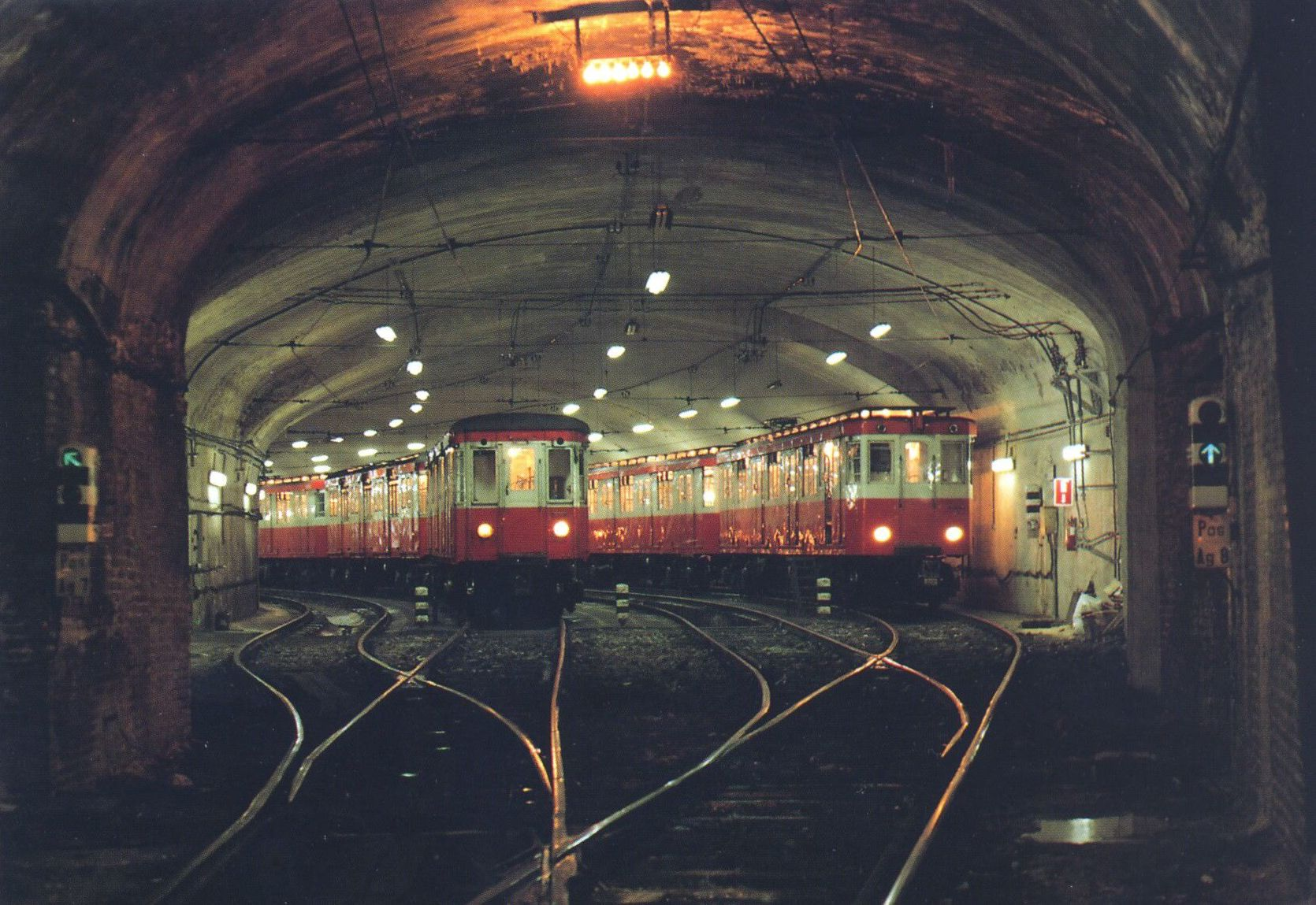
Pátio de manobras da Estação Moncloa

Moncloa é uma estação terminal da Linha 3 atendendo também a Linha 6 do Metro de Madrid.

## História
A estação que atende a Linha 3 foi inaugurada em 17 de julho de 1963 e a ligação com a Linha 6 foi feita em 10 de maio de 1995.